# 岡山県立大原高等学校
岡山県立大原高等学校 (おかやまけんりつ おおはらこうとうがっこう) は、岡山県美作市（旧大原町）古町にかつて所在した県立高等学校。卒業生の成績証明等の事務は、岡山県立林野高等学校に承継されている。

## 沿革
- 1948年（昭和23年） - 英田郡大原町外6ヶ村学校組合立大原高等学校開校。
- 1952年（昭和27年） - 県営に移管、岡山県立大原高等学校と改称。
- 2004年（平成16年） - 生徒募集停止。
- 2006年（平成18年） - 閉校。
- 2008年（平成20年） - 旧校舎に美作市立大原小学校が移転（校舎改築のための仮移転）。
- 2010年（平成22年） - 大原小学校改築竣工により退去。
- 2018年（平成30年） - 跡地に「美作市スポーツ医療看護専門学校」と通信制高校「滋慶学園高等学校美作キャンパス」が開校。
- 2019年（平成31年） - この年実施の入試より、美作市大原・東粟倉地区と西粟倉村居住の受験生は、隣県の兵庫県立佐用高等学校に志願可能となる[1]。（同じく隣県の鳥取県立智頭農林高等学校は従前より志願可能）

## 周辺
- 美作市大原総合支所（旧・大原町役場）
- 大原郵便局
- 美作市立大原病院
- 因幡街道大原宿
- 吉野川